# 萬衣
萬衣（1518年—1598年），榜名羅衣，字章甫，號淺原、又号淺源，江西九江府德化縣人，民籍，明朝政治人物。官至河南左布政使。

## 生平
嘉靖十九年（1540年）庚子科江西鄉試第六十九名舉人。嘉靖二十年（1541年）中式辛丑科會試第二百三十名，登第二甲第四十一名進士。观政刑部，授南京刑部主事，不久改北京，因父喪歸。二十四年起復，除刑部山东司主事，二十八年遷四川司员外郎，二十九年升湖广司郎中，十二月奉命湖广恤刑。三十二年出为云南按察司副使，兵备曲靖，三十七年戊午典云南乡试，升福建右参政，分守兴泉道，率衆抵御倭寇。因母亲去世归乡，四十一年復除湖广参政，四十三年典湖广乡试，不久升任福建按察使，四十三年遷湖广右布政使，四十五年升河南左布政使，隆慶元年（1567年）提調河南乡试，二年（1568年）正月考察以不謹閑住。万历二十六年卒，享年八十一。

## 家族
曾祖羅綱；祖父羅大有；父羅位，母張氏。具庆下。兄萬衮。